# Lilla Sladtjärnen
Lilla Sladtjärnen är en sjö i Tanums kommun i Bohuslän och ingår i Enningdalsälvens huvudavrinningsområde.